# イネ科

典型的なイネ科の植物解説図。

イネ科（イネか、Poaceae）は、おおよそ700属と8000種が属する被子植物単子葉類の大きな科である。世界中で広く分布する。古くは禾本科（かほんか）又はホモノ科とも呼んだ。

## 特徴
草本か、あるいは木質化した中空の茎をもつ木本的な植物である。
葉は平行脈をもち、細長く、薄いものが多い。一部で基部でねじれて裏表逆転するものがある。葉は根元から生える根出葉と、茎の途中に生える茎葉がある。ススキのように根出葉が多いものもあれば、ヨシのように茎葉が多いものもある。一部のものは、匍匐枝や地下茎があって横に這う。
葉の基部が茎に巻き付いて葉鞘を形成するが、カヤツリグサ科のように、葉鞘の両端が融合して筒になることは少ない。また、葉鞘の先端にヒレのような出っ張りが生じ、これを葉舌（ようぜつ）という。葉身が葉鞘に至るところで膨らむことがあるがここを葉耳と呼ぶ。葉舌、葉耳を種の同定の目安にするグループも少なくない。
茎は節があり、節ごとに葉がつき、根が円周上に出る。茎は往々にして中空で、節の所がしきりになる。茎は木質化して堅くなる場合があり、特にタケ亜科のものは材木に使えるほど丈夫になる。ただし、形成層はないので、成長して太くなることはない。タケ亜科は分類体系によってはイネ科から分離し、タケ科として扱ったこともある。
茎から出る側芽（腋芽）が育った分枝をイネ科では分蘖（ぶんげつ）と呼ぶ。
根は、竹に見られるように根からも茎を生やす成長点を持ち、森林火災や草刈りなどにも強い耐性を持つ。そのため、草刈りの際に、根から上で雑草を刈るとイネ科が優勢となる環境を整えることとなり特定の昆虫が繁殖しやすくなる。
イネ科植物は、花粉媒介を風によっておこなう風媒花へと進化したものである。そのため、その花は花弁などを失い、雌しべは長くて毛が生えていることが多い。また、花序が変形した小穂と呼ばれる偽花を単位とし、これが集合して穂を形成する。イネ科植物では小穂内の子房が成熟すると乾燥した果実を結び、これを穎果と呼ぶ。穎果はひとつひとつが外穎と内穎、時には苞穎も加わった籾殻にくるまれ密集する。風媒ではあるが、花粉を食物とするハエの仲間やハナバチなどの昆虫が訪れるのを見ることも多く、イネ科の花粉を専門に集めるハナバチもある。ただし、麦角菌に感染したイネ科植物の穂に昆虫が集まるのは、麦角菌が分生子を含んだ蜜を分泌するためである。
比較的下等なものでは小穂は多数の同じような花を並べた形であり、より進んだものでは、部分的な退化や様々な特殊化が見られる。雄花と雌花の分化が見られるものもある。詳しくは該当の項目を参照されたい。なお、このような特徴はイネ科の属の分類には欠かせない重要な特徴である。そのため、不明のイネ科の同定をおこなう場合、花が咲く直前のものを調べるのがよいとされている。

## 生育環境
非常に種類が多く、実に様々な環境に生育するものがある。森林や高山に生育するものもあるが、草原はイネ科の植物を中心に構成されることが多い。
双子葉植物が生育する草地では、一番上の層に光合成を行う同化組織が集中し、葉の影で下は暗くなる傾向があるが、イネ科植物の形成する草原は、茎も葉も立っているので、根元まで光が入る。
水辺にもカヤツリグサ科やイグサ科とともに大きな群落をなす種がある。

## 利用の例
イネ（米）、コムギ（小麦）、トウモロコシ、オオムギ、ライムギなど、穎果部分を食用としたものが狭義の穀物であり、全てイネ科に属する。その他サトウキビやタケなど馴染深い資源植物が多く含まれる。ススキやパンパスグラスもイネ科に属する。穀物は小粒で大量の穎果から籾殻を除去し、さらに硬い果皮を除去（精穀、せいこく）しなければならず、穀物の利用はこれらを効率よく行うための技術の発達とともに進み、これらのすぐれた技術を持った集団がやがて文明として栄えてきた歴史的な背景がある。
代表的な使用例
- 食用
  - 穀物 - イネ・コムギ・オオムギ・エンバク・ライムギ・キビ・アワ・ヒエ・トウモロコシ・シコクビエ・モロコシ
  - その他 - タケ（新芽）・マコモ（新芽）・サトウキビ（髄）・ハトムギ（果実）
- その他
  - 材料 - タケ・ヨシ・ススキ
  - 観賞用 - タケ・ササ・ダンチク・シロガネヨシ・シバ
- 飼料・牧草 -種類は牧草参照

また肉食動物のネコも燕麦などのイネ科の植物を時折食べる習性を持つため、飼い猫用に猫草としてペットショップなどで売られている事もある。

## 分類
イネ科は、初期に枝分かれしたいくつかの原始的で互いには疎遠な亜科と、BEP clade（イネ、ムギ、タケなど）、PACAD clade（トウモロコシ、キビ、ヒエ、ススキなど）という2つの大きな単系統に分かれる。BEP clade と PACAD clade は互いに姉妹群である。
亜科・連への分け方は諸説あるが、系統が明らかになるにつれまとまりつつある。ここに示すのはGrass Phylogeny Working Group による12亜科約40連である。さらに Micrairoideae 亜科を認める説もあるが、最近の研究によれば Micrairoideae は単系統ではなく位置づけは不確実である。
亜連は省略し、属・種は重要なもののみリストアップしている。

### 原始的なイネ科

#### アノモクロア亜科Anomochlooideae
イネ科の一番基盤で分岐した群で、それ以外のすべてのイネ科の群と姉妹群をなす。2連共に1属からなり、いずれも中央～南アメリカの低地林の林床に生える。
- Anomochloeae：Anomochlia アノモクロア属
- Streptochaeteae：Streptochaeta ストレプトカエタ属

#### Pharoideae
- Phareae

#### Puelioideae
- Puelieae
- Guaduelleae

### BEP clade

#### タケ亜科Bambusoideae
タケ類。かつてはイネ科のうち最初に分岐したという説もあり、タケ科 Bambusaceae とする場合もあった。
- Bambuseae - 茎は木質化。
  - ホウライチク属 Bambusa : ホウライチク・ホウオウチク
  - カンチク属 Chimonobambusa : カンチク
  - マダケ属 Phyllostachys : モウソウチク・マダケ・ハチク・ホテイチク
  - ナリヒラダケ属 Semiarundinaria : ナリヒラダケ・ヤシャダケ
  - オカメザサ属 Shibataea : オカメザサ
  - トウチク属 Sinobambusa : トウチク
  - シホウチク属 Tetragonocalamus : シホウチク
  - アズマザサ属 Arundinaria : アズマザサ・スエコザサ
  - メダケ属 Pleioblastus : ネザサ・アズマネザサ・メダケ・リュウキュウチク
  - ヤダケ属 Pseudosasa : ヤダケ・ヤクシマダケ
  - ササ属 Sasa : ミヤコザサ・チマキザサ・クマザサ・チシマザサ
  - スズダケ属 Sasamorpha : スズタケ
- Olyreae

#### エールハルタ亜科Ehrhartoideae
イネ亜科 Oryzoideae とも。
- Ehrharteae
- Oryzeae
  - ヒルムシロシバ属 Hygroryza
  - サヤヌカグサ属 Leersia
  - イネ属 Oryza : イネ
  - マコモ属 Zizania : マコモ
- Phyllorachideae

#### イチゴツナギ亜科 Pooideae
小穂は多数花、二花の場合、先端から退化傾向。
- Ampelodesmeae
- Brachyelytreae
- ホガエリガヤ連 Brylkininae
  - ホガエリガヤ属 Brylkinia：ホガエリガヤ
- スズメノチャヒキ連 Bromeae
  - スズメノチャヒキ属 Bromus : スズメノチャヒキ・イヌムギ
- Diarrheneae
- Lygeeae
- コメガヤ連 Meliceae
  - ドジョウツナギ属 Glyceria : ムツオレグサ・ドジョウツナギ
  - コメガヤ属 Melica : ミチシバ・コメガヤ
- Nardeae
- Phaenospermatideae
  - タキキビ属 Phaenosperma
- イチゴツナギ連 Poeae
  - ヌカボ属 Agrostis : コヌカグサ・ヌカボ
  - ヌカススキ属 Aira : ヌカススキ
  - スズメノテッポウ属 Alopecurus : スズメノテッポウ・セトガヤ
  - カラスムギ属 Avena : カラスムギ・エンバク
  - カズノコグサ属 Beckmannia : カズノコグサ
  - コバンソウ属 Briza : コバンソウ・ヒメコバンソウ
  - ノガリヤス属 Calamagrostis : ノガリヤス・ホッスガヤ・ヤマアワ
  - カモガヤ属 Dactylis : カモガヤ（オーチャードグラス）
  - コメススキ属 Deschampsia : コメススキ・ナンキョクコメススキ・ヒロハノコメススキ
  - ウシノケグサ属 Festuca : ウシノケグサ・オニウシノケグサ・トボシガラ
  - コウボウ属 Hierochloe : コウボウ・ミヤマコウボウ
  - ミノボロ属 Koeleria : ミノボロ
  - ドクムギ属 Lolium : ホソムギ（ペレニアルライグラス）・ネズミムギ（イタリアンライグラス）・ドクムギ
  - イチゴツナギ属（ナガハグサ属） Poa : スズメノカタビラ・イチゴツナギ
  - クサヨシ属 Phalaris : クサヨシ・カナリークサヨシ
  - アワガエリ属 Phleum : アワガエリ・オオアワガエリ
  - ヒエガエリ属 Polypogon : ヒエガエリ
  - カニツリグサ属 Trisetum : カニツリグサ・リシリカニツリ
  - ナギナタガヤ属 Vulpia : ナギナタガヤ
- Stipeae
- オオムギ連 Triticeae
  - コムギダマシ属 Agropyron
  - エゾムギ属 Elymus : カモジグサ・アオカモジグサ
  - シバムギ属 Elytrigia : シバムギ
  - オオムギ属 Hordeum : オオムギ・ムギクサ
  - コムギ属 Triticum : コムギ
  - ライムギ属 Secale : ライムギ

### PACCAD clade
Micrairoideae亜科を認める場合は PACCMAD clade とすることもある。

#### Aristidoideae
- Aristideae

#### ダンチク亜科Arundinoideae
- ダンチク連 Arundineae
  - ダンチク属 Arundo : ダンチク
  - コルタデリア属 Cortaderia : シロガネヨシ（パンパスグラス）
  - ウラハグサ属 Hakonechloa : ウラハグサ
  - ヨシ属 Phragmites : ヨシ・ツルヨシ

#### ラッパグサ亜科Centothecoideae
- Centotheceae
  - ササクサ属 Lophatherum : ササクサ
- Thysanolaeneae

#### ヒゲシバ亜科Chloridoideae
- オヒゲシバ連Cynodonteae
  - オヒゲシバ属 Chloris：アフリカヒゲシバ・オヒゲシバ
  - ギョウギシバ属 Cynodon : ギョウギシバ
  - オヒシバ属 Eleusine : オヒシバ・シコクビエ
  - スズメガヤ属 Eragrostis : テフ・カゼクサ・スズメガヤ・シナダレスズメガヤ・ニワホコリ
  - アゼガヤ属 Leptochloa : アゼガヤ
  - ネズミノオ属 Sporobolus : ネズミノオ・ヒゲシバ
  - シラミシバ属 Tragus : シラミシバ
  - シバ属 Zoysia : シバ・コウライシバ・オニシバ・ナガミオニシバ
- Eragrostideae
- ハイシバ連Leptureae
  - ハイシバ属 Lepturus : ハイシバ
- Orcuttieae
- Pappophoreae

#### Danthonioideae
- Danthonieae

#### キビ亜科Panicoideae
小穂は二花、下側は実をつけない傾向。
- ウシクサ連Andropogoneae
  - メリケンカルカヤ属 Andropogon : メリケンカルカヤ
  - ウシクサ属 Schizoachyrium : ウシクサ
  - コブナグサ属 Arthraxon : コブナグサ
  - ヒメアブラススキ属 Bothriochloa : ヒメアブラススキ
  - ジュズダマ属 Coix : ジュズダマ・ハトムギ
  - オガルカヤ属 Cymbopogon : オガルカヤ・レモングラス
  - カリマタガヤ属 Dimeria : カリマタガヤ
  - エリアンサス属 Erianthus : エリアンサス
  - ウンヌケ属 Eulalia : ウンヌケ・ウンヌケモドキ
  - ウシノシッペイ属 Hemarthria : ウシノシッペイ・コバノウシノシッペイ
  - チガヤ属 Imperata : チガヤ
  - カモノハシ属 Ischaemum : カモノハシ・ケカモノハシ
  - アシボソ属 Microstegium : ササガヤ・アシボソ
  - ススキ属 Miscanthus : ススキ・オギ・トキワススキ・カリヤス
  - アイアシ属 Phacelurus : アイアシ
  - イタチガヤ属 Pogonatherum : イタチガヤ
  - サトウキビ属 Saccharum : サトウキビ・ワセオバナ
  - モロコシ属 Sorghum : モロコシ・サトウモロコシ・セイバンモロコシ・スーダングラス
  - メガルカヤ属 Themeda : メガルカヤ
  - トウモロコシ属 Zea : トウモロコシ
  - アブラススキ属 Eccoilopus : アブラススキ
  - チャボウシノシッペイ属 Eremochloa : チャボウシノシッペイ
- トダシバ連Arundinelleae
  - トダシバ属 Arundinella：トダシバ
- Hubbardieae
- Isachneae - Micrairoideae亜科を認める場合は Micrairoideae 亜科に含められる。
  - チゴザサ属 Isachne : チゴザサ・ハイチゴザサ
- キビ連Paniceae
  - キビ属 Panicum : キビ・ハイキビ・ヌカキビ
  - ヒエ属 Echinochloa : ヒエ・イヌビエ
  - チヂミザサ属 Oplismenus : チヂミザサ
  - エノコログサ属 Setaria : ササキビ・エノコログサ・アワ・キンエノコロ
  - スズメノヒエ属 Paspalum : スズメノヒエ・キシュウスズメノヒエ・シマスズメノヒエ
  - メヒシバ属 Digitaria : メヒシバ・アキメヒシバ
  - チカラシバ属 Pennisetum : チカラシバ・ナピアグラス
  - ツキイゲ属 Spinifex : ツキイゲ
  - クロイワザサ属 Thuarea : クロイワザサ
- Steyermarkochloeae

### 所属不明
- Eriachneae - Micrairoideae亜科を認める場合は Micrairoideae 亜科に含められる。
- Micraireae - Micrairoideae亜科を認める場合は Micrairoideae 亜科に含められる。
- Streptogyneae

## 画像

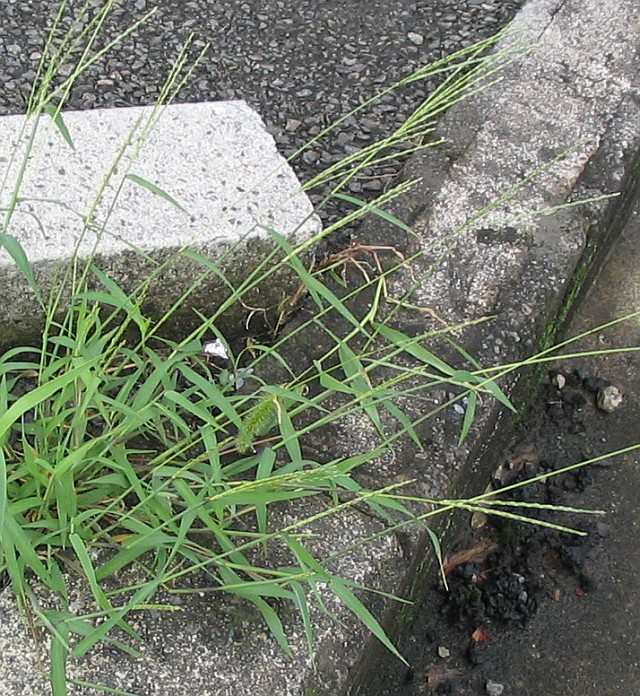
メヒシバ
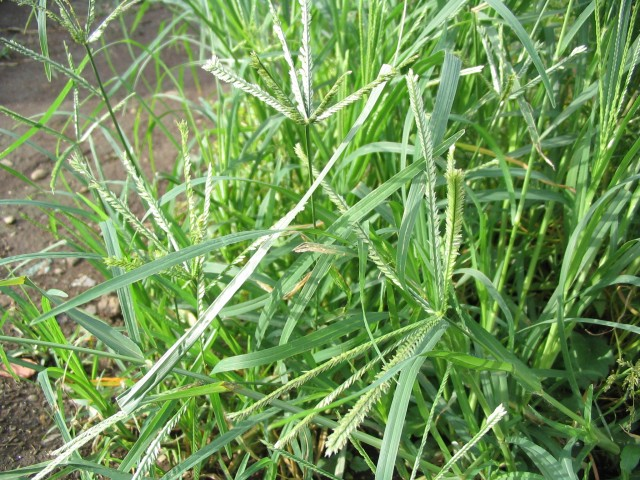
オヒシバ
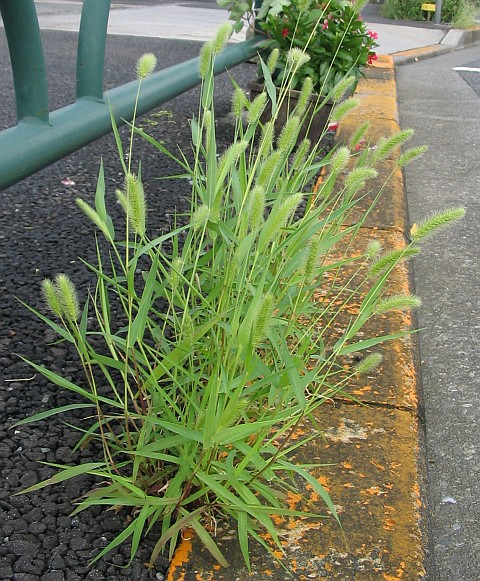
エノコログサ